# Hele-Mall Pajumägi
Hele-Mall Pajumägi (* 1. Februar 1938 in Tartu, verheiratete Hele-Mall Karm) ist eine estnische Badmintonspielerin. 

## Karriere
Hele-Mall Pajumägi ist eine der Pionierinnen des estnischen Badmintonsports. Bei den ersten Titelkämpfen der damaligen Sowjetrepublik gewann sie alle drei möglichen Titel. Nach ihrer aktiven Karriere arbeitete sie als Badmintontrainerin.

## Sportliche Erfolge
| Saison | Veranstaltung                  | Disziplin   | Platz | Name                                |
| ------ | ------------------------------ | ----------- | ----- | ----------------------------------- |
| 1965   | Estland: Einzelmeisterschaften | Mixed       | 1     | Ülo Nurges / Hele-Mall Pajumägi     |
| 1965   | Estland: Einzelmeisterschaften | Dameneinzel | 1     | Hele-Mall Pajumägi                  |
| 1965   | Estland: Einzelmeisterschaften | Damendoppel | 1     | Hele-Mall Pajumägi / Malle Mõistlik |

## Referenzen
- http://www.spordiinfo.ee/esbl/biograafia/Hele-Mall_Pajum%E4gi

| Personendaten    | Personendaten                |
| ---------------- | ---------------------------- |
| NAME             | Pajumägi, Hele-Mall          |
| ALTERNATIVNAMEN  | Karm, Hele-Mall              |
| KURZBESCHREIBUNG | estnische Badmintonspielerin |
| GEBURTSDATUM     | 1. Februar 1938              |
| GEBURTSORT       | Tartu                        |